# Stephen Lang
Stephen Lang (Queens, Nova Iorque, 11 de julho de 1952) é um ator norte-americano. É conhecido principalmente por ser o vilão Coronel Miles Quaritch em Avatar e o Comandante Taylor em Terra Nova. Ele é casado com a atriz Kristina Watson com quem tem 4 filhos.

## Vida pessoal
Stephen nasceu em Nova Iorque como o filho mais novo de Theresa (nascida Volmer) e Eugene Lang (1919-2017), um notável empreendedor e filantropo. Sua mãe era de religião católica e tinha ascendência alemã e irlandesa, enquanto seu pai era judeu. Seus avós paternos eram imigrantes judeus oriundos da Hungria. Seu pai, falecido em 2017, doou muito de seu patrimônio líquido para a caridade e não deixou herança para seus filhos, acreditando que cada um precisava aprender a se tornar autossuficiente.
Stephen é casado com a professora Kristina Watson desde 1 de junho de 1980 e o casal tem quatro filhos.

## Filmografia
- Death of a Salesman (1985) … Happy
- Twice in a Lifetime (1985) … Keith
- Band of the Hand (1986) … Joe
- Manhunter (1986) … Freddy Lounds
- Project X (1986) … Watts
- Last Exit to Brooklyn (1989) … Harry Black
- The Hard Way (1991) … Party Crasher
- Another You (1991) … Dibbs
- Guilty as Sin (1993) … Phil Garson
- Gettysburg (1993) … Maj. Gen. George E. Pickett
- Tombstone (1993) … Ike Clanton
- Tall Tale (1995) … Jonas Hackett
- The Amazing Panda Adventure (1995) … Michael Tyler
- Loose Women (1996) … Prophet Buddy
- Gang in Blue (1996) … Moose Tavola
- The Money Shot (1996)
- An Occasional Hell (1996) …Alex Laughton
- Shadow Conspiracy (1997) … Agente
- Niagara, Niagara (1997) … Claude
- Fire Down Below (1997) … Earl Kellogg
- Story of a Bad Boy (1999) … Spygo
- Trixie (2000) … Jacob Slotnick
- The Proposal (2001) … Simon Bacig
- D-Tox (2002) … Jack
- The I Inside (2003) … Senhor Travitt
- Code 11-14 (2003) … Justin Shaw
- Gods and Generals (2003) … general Thomas "Stonewall" Jackson
- The Treatment (2006) … Treinador Galgano
- Save Me (2007) … Ted
- From Mexico with Love (2008) … Big Al Stevens
- Public Enemies (2009) … Charles Winstead
- Avatar (2009) … Coronel Miles Quaritch
- The Men Who Stare at Goats (2009) … General Hopgood
- Conan (2011) … Khalar zym
- Terra Nova (2012) … Comandante Nathaniel Taylor
- The Monkey’s Paw (2013) … Tony Cobb
- Farhead2 (2014) … Major James Gavins
- Don't Breathe (2016) … The Blind Man
- Braven (2018) … Kassen
- Mortal Engines (2018) … Shrike
- The Gandhi Murder (2018) … Sunil Raina
- VFW (2019) … Fred Parras
- Death in Texas (2020) … John
- The Seventh Day (2021) … Arcebispo
- Don't Breathe 2 (2021) … Norman Nordstrom / The Blind Man
- The Lost City (2022) … Slang
- Mid-Century	Frederick Banner (2022) …
- Old Man (2022)
- The Independent (2022) … Gordon White
- My Love Affair With Marriage (2022) … Jonas
- Avatar: The Way of Water (2022) … Coronel Miles Quaritch

## Televisão
- Terra Nova (TV série) (2011) … Comandante Nathaniel Taylor
- Into the Badlands, serie de tv da AMC, personagem e diretor.